# 安东尼亚堡垒

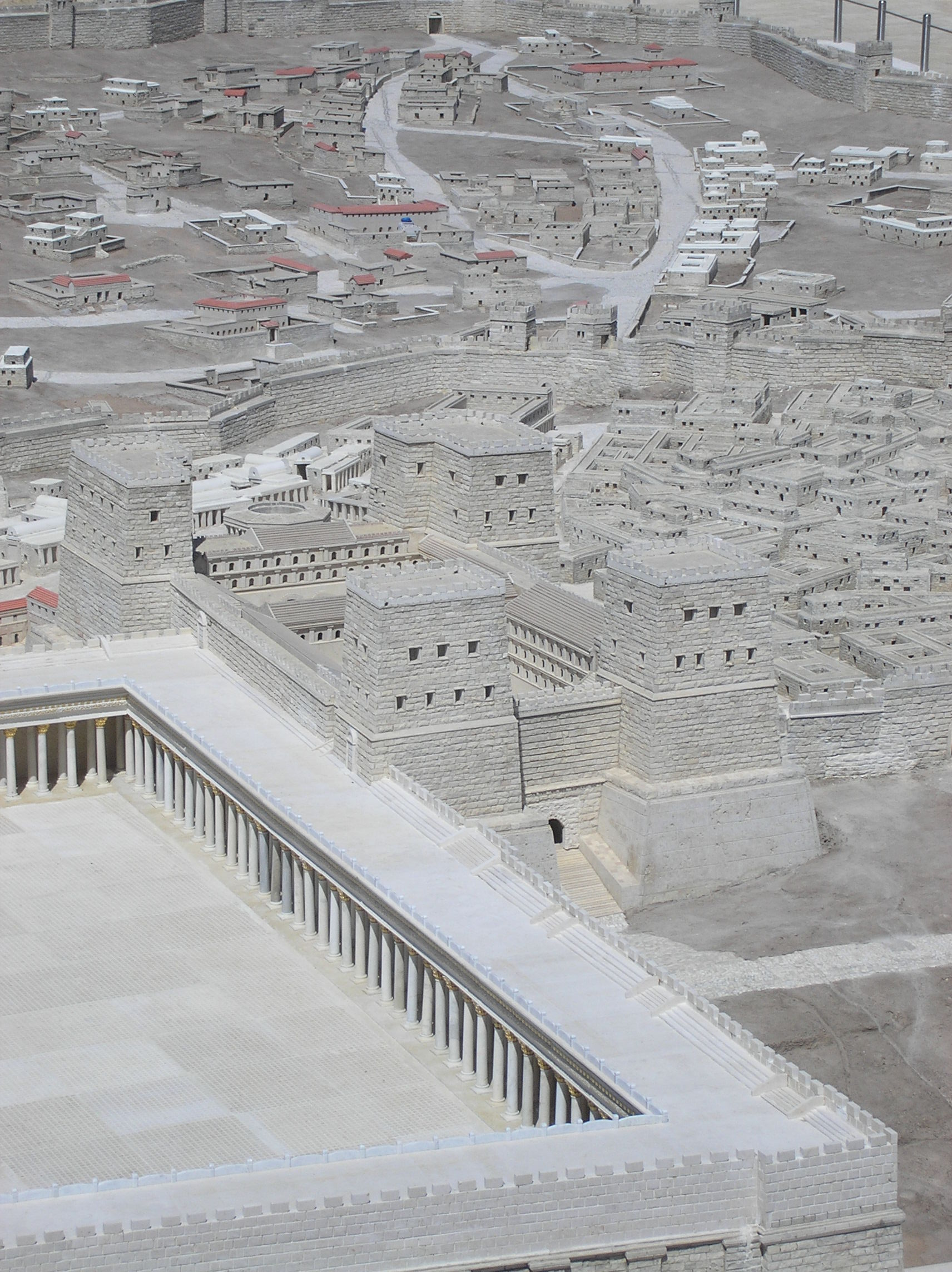
安东尼亚堡垒模型──现藏于以色列博物馆

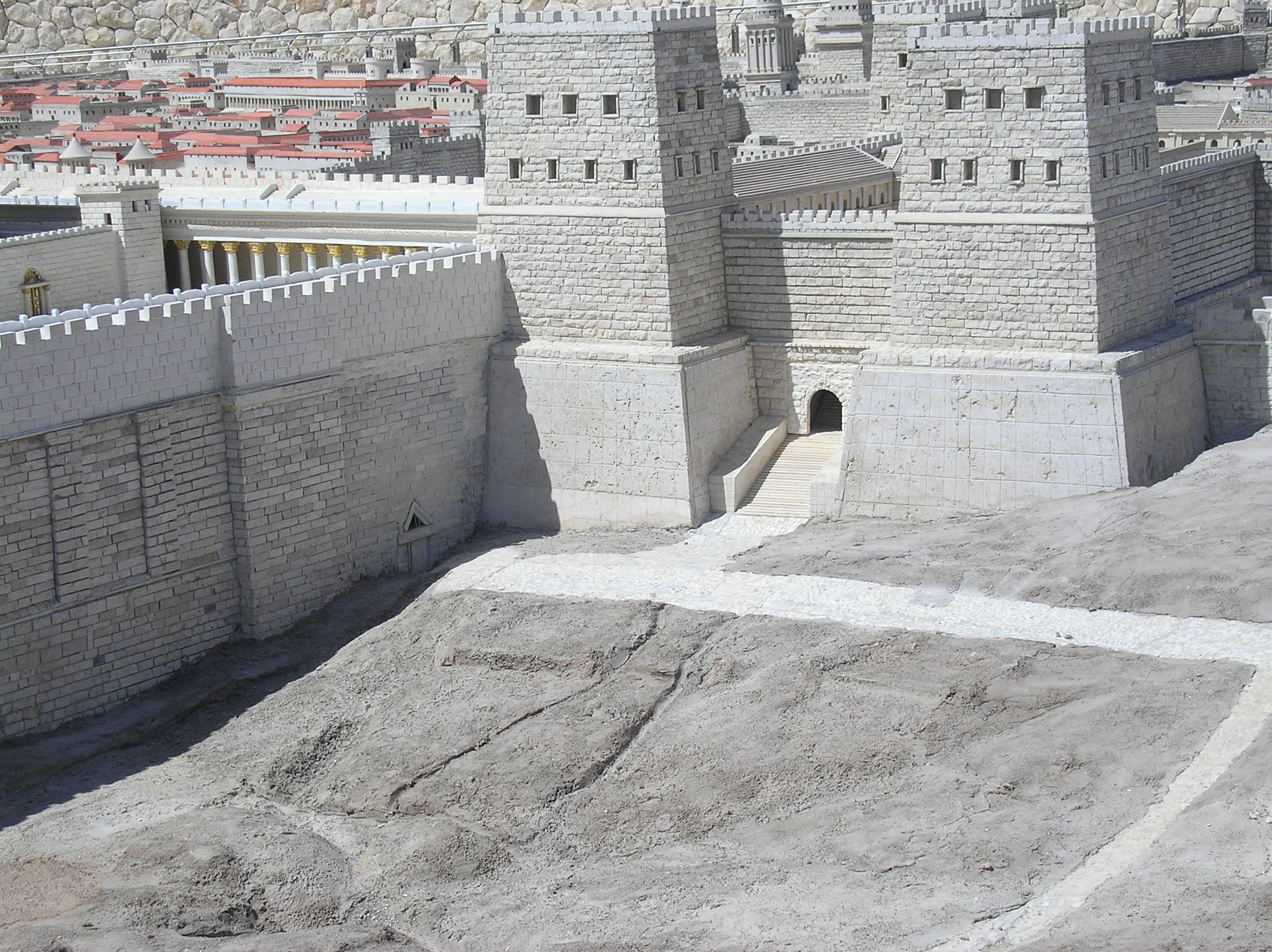
堡垒和泰迪门（顶部呈三角形的小门）的模型

安东尼亚堡垒（阿拉姆语：קצטרא דאנטוניה）是一座由希律猶太王國的大希律王建造的城堡，城堡以希律王的支持者，羅馬共和國後三頭同盟的軍政強人马克·安东尼 （尤利烏斯·凱撒的愛將）的名字命名，其主要功能是保护第二圣殿。它建于耶路撒冷第二城墙的东端，圣殿山的西北角，通过门廊与圣殿相连。

## 历史
这座堡垒驻扎着部分耶路撒冷罗马驻军。罗马人还将猶太大祭司的礼服存放在堡垒内。这座堡垒是70年耶路撒冷围城战中犹太人起義軍的最后堡垒之一，当时第二圣殿也被毁。

### 建设日期争议
安东尼亚城堡的建造日期存在争议，因为根据城堡的名字，它表明希律王是在公元前31-30年马克·安东尼被另一位後三頭同盟的軍政強人屋大维（羅馬帝國開國皇帝奥古斯都，凱撒的養子）击败和公元前30年安东尼和埃及艷后自杀之前建造的。希律王以出色的外交和实用主义者而闻名，他总是站在胜利者的一方和罗马的“掌权者”一边，這次屋大维結束內戰並征服托勒密埃及，成為羅馬共和國的最後一名執政官，並且在3年後建立羅馬帝國。将这个日期与希律王圣殿的建造日期推测相符有些困难。

## 基督教传统
传统上，几个世纪以来，基督徒一直相信安东尼亚堡垒附近罗马帝国犹太行省总督彼拉多的总督府所在地，耶稣就是在这里因叛国罪接受审判的。这是基于这样的假设：在定罪教堂和锡安姐妹修道院下面发现的一块罗马石板区域就是“鋪華石處”将其描述为耶稣受审的地点。

### 安东尼亚路面：考古学反驳
巴黎圣经学院前新约研究教授皮埃尔·伯努瓦重新审视了此前对圣地西北悬崖的所有勘探结果、对该地区天主教徒拥有的遗址（锡安姊妹修道院、鞭笞堂和白衣修士圣亚纳教堂）的考古研究以及对斯特鲁西翁水池北部的挖掘结果，并于1971年发表了他的结论：考古调查表明，在耶稣去世大约一个世纪后，这片地区被重建，成为羅馬皇帝哈德良在公元130年左右建造的新城市爱利亚加比多连的两个广场中的东部，并且可以想象在公元70年第一次猶太–羅馬戰爭的耶路撒冷圍城戰中安东尼亚堡垒被毁后，其路面砖被重新用于哈德良的广场。不过，他也考虑到了这种可能性，即这些路面完全是哈德良时期的。  爱利亚加比多连的东部广场建在斯特鲁西翁水池上方，据一世纪历史学家约瑟夫斯所述，该水池毗邻堡垒。

### 总督府在希律宮殿，而不是安东尼亚
有文本和考古学依据反对在安东尼亚堡垒对耶稣进行审判。与斐洛一样，约瑟夫斯证实，犹太行省罗马总督在耶路撒冷期间，曾在希律宮殿住过，并在宫外的人行道上进行审判。约瑟夫斯指出，希律王宫位于西山（上城）。2001年，在大卫塔的一角重新发现了它的一些遗迹。因此，考古学家得出结论，在公元1世纪，总督官邸位于西山上的前王宫内，而不是位于城市另一侧的安东尼亚堡垒。然而，由于传统仍然将这座堡垒与耶稣的审判联系在一起，它曾经矗立的地方成为了纪念苦路（維亞多勒羅沙）的起点。

### 安东尼亚作为耶稣审判地的两个论据
- 在最大的朝圣节日期间（逾越節），数十万人来到圣殿，行省总督彼拉多自然要和他在圣殿山附近的帝国驻军在一起，因为那里是起义的潜在焦点，当然也是希望脱离罗马帝国而独立的宗教和民族狂热分子最喜欢的地方。[5]

- 根据路加福音（23:6–13），彼拉多发现基督来自加利利，“既晓得耶稣属于希律（希律·安提帕斯），就解他到希律那里去。那时希律也在耶路撒冷”（23:7）。希律安提帕从加利利来到耶路撒冷过节，他因耶稣的沉默而感到失望和愤怒，“就把耶稣解回彼拉多那里”（23:11），彼拉多随后“叫齐了祭司长、官府和百姓”（23:13）。看来彼拉多并不在希律宮殿里。如果审判是在希律宮殿里进行，他只需要求安提帕斯来到法庭，然后召集祭司长和领袖们即可。 [6]

## 描述
虽然现代重建的城堡经常被描绘成四个角落各有一座塔楼，但约瑟夫斯却多次将其称为“安东尼亚塔”，并表示该塔先由哈斯蒙尼王朝大祭司（國王）约翰·海卡努斯建造，后来由希律王朝的首位國王大希律王建造，用作祭司室，大祭司的祭服存放在其中。 约瑟夫斯说道：
城堡整体外观为一座塔楼，四个角上各有一座塔楼；其中三座塔楼高五十肘尺，东南角的塔楼高七十肘尺，从这里可以俯瞰整个圣殿区域。

## 其他理论
约瑟夫斯和考古学家一致认为，公元70年被毁后的罗马军营集中在西山希律王宫旁边的三座塔楼上，而不是圣殿山上。圣殿山的防护墙已被罗马军隊推倒，拆毁后的废墟至今仍可在罗宾逊拱门附近的哭墙看到。罗马军营的营角是圆的，有四道门，每面墙上都有一个门；而希律的军营营角则是棱角分明的，有九道门。永久性营地要大得多，平均占地50英亩，而圣地广场只有36英亩。罗马军营无法对标有号角台的希伯来语铭文作出解释。圣殿建筑群周围有门廊（沿着建筑群内墙的带顶柱廊），但从来没有军营。奥古斯都信任大希律王，因此不会在附庸国的首都和圣殿之上建造一座堡垒来控制整个城市，但没有哪位罗马皇帝会把一个罗马军团托付给一个外邦附庸国国王。 